# Yaphet Kotto
Yaphet Frederick Kotto (Nova Iorque, 15 de novembro de 1939 – Manila, 15 de março de 2021) foi um ator americano. Destacou-se por papéis como o Dr. Kananga, vilão do filme de James Bond, Live and Let Die (br: Viva e Deixe Morrer), e o papel principal na série de televisão Homicide: Life on the Street, da NBC, e por diversos papéis secundários em inúmeros filmes, como Alien (br: Alien - O Oitavo Passageiro).

## Vida pessoal
Kotto, judeu praticante, foi casado por três vezes, e tem seis filhos. Casou-se com Tessie Sinahon em julho de 1998, e viveu em Baltimore, Maryland.
Kotto alegou ter descoberto provas de que é o tataraneto da rainha Vitória do Reino Unido, cujo filho, o príncipe Alberto Eduardo (posteriormente rei Eduardo VII) teria tido um envolvimento amoroso com a princesa Nakande, filha do rei camaronês Doualla Manga Bell, cujo fruto teria sido Alexander Bell, o bisavô de Kotto. A secretária de imprensa da rainha Elizabeth II negou a história, afirmando que "Eduardo VII nunca visitou Camarões".
Kotto fez campanha para Steve Forbes nas eleições primárias do Partido Republicano realizadas em 2000. Em 2008 teria anunciado sua candidatura à presidência, porém numa entrevista posterior desmentiu o fato.
Morreu em 15 de março de 2021, aos 81 anos de idade.

## Filmografia
- 4 for Texas (1963)
- 5 Card Stud (1968) — Little George (barman)
- The Thomas Crown Affair (1968) — Carl
- The Liberation of L.B. Jones (1970) — Sonny Boy Mosby
- Across 110th Street (1972) — Lt. Pope
- Live and Let Die (1973) — Kananga/Mr. Big
- Truck Turner (1974) — Harvard Blue
- Report to the Commissioner (1975) — Richard 'Crunch' Blackstone
- Friday Foster (1975) — Colt Hawkins
- Monkey Hustle (1976) — C.C. Foxx
- Roots (1977) minissérie de TV
- Raid on Entebbe (1977) (TV) — Presidente Idi Amin Dada
- Blue Collar (1978) — Smokey James
- Alien (1979) — Parker
- Brubaker (1980) — Richard 'Dickie' Coombes
- The Star Chamber (1983) — Det. Harry Lowes
- Terror in the Aisles (1984) documentary — archival footage
- Eye of the Tiger (1986) — J. B. Deveraux
- The Park is Mine (1986) — Eubanks
- The Running Man (1987) — William Laughlin
- Midnight Run (1988) — FBI Agent Alonzo Mosely
- Tripwire (1990) — Lee Pitt
- Freddy's Dead: The Final Nightmare (1991) — Doc
- Homicide: Life on the Street (1993-1999) — Tenente Al Giardello
- The Puppet Masters (1994) — Ressler
- Two If by Sea (1996) — FBI Agente O'Malley
- Witless Protection (2008) — Agente Mosely